# Pycnarmon mioswari
Pycnarmon mioswari is een vlinder van de familie van de grasmotten (Crambidae). De wetenschappelijke naam van deze soort is voor het eerst voorgesteld als Entephria mioswari door George Hamilton Kenrick in een publicatie uit 1912.
De soort komt voor in Indonesië (West-Papoea). De naam mioswari komt van Mioswar, een verbastering van Mysore, dat op zijn beurt een verouderde naam is van de beide eilanden Supiori en Biak samen.